# Випробування на згинання

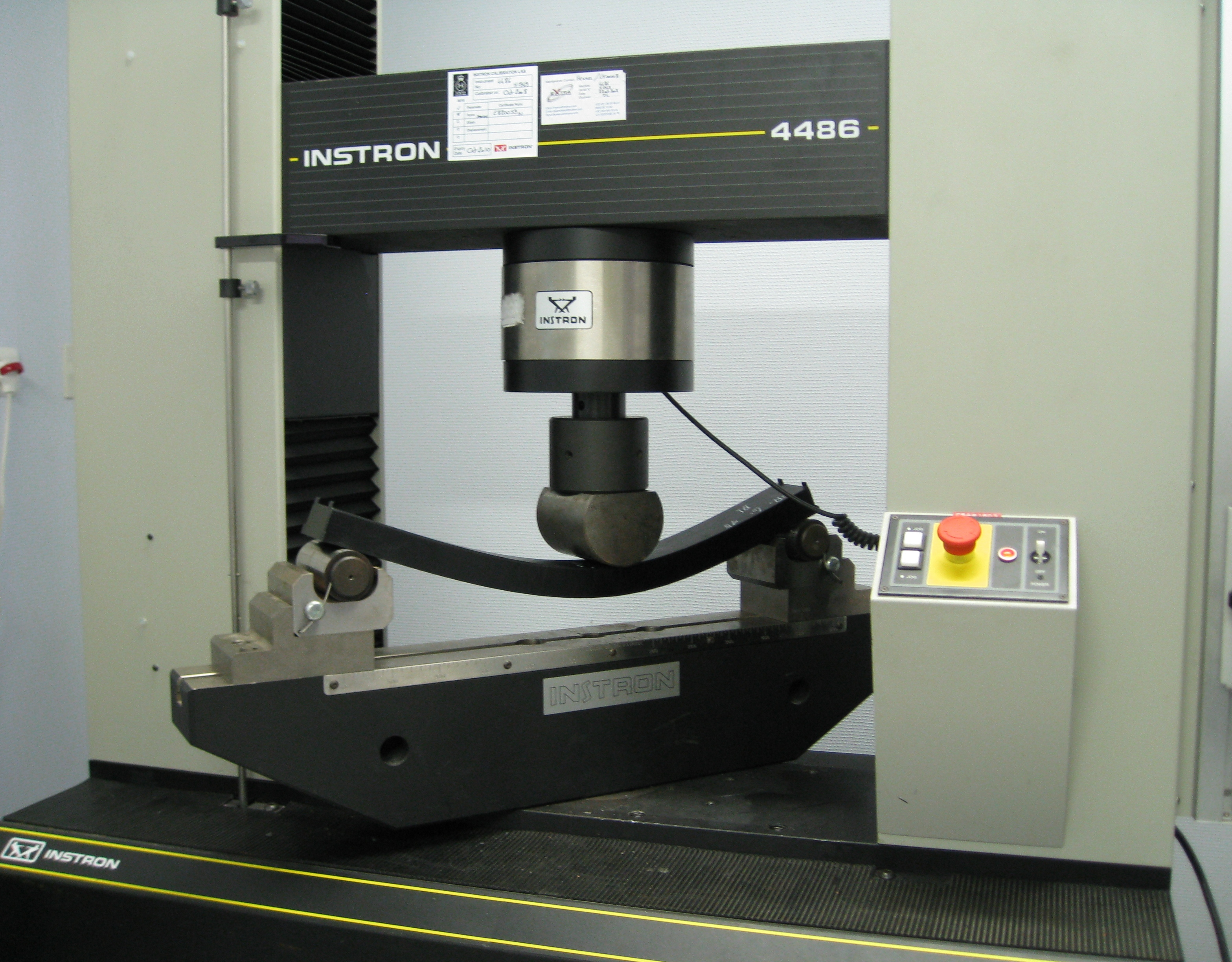
Випробування на згинання з використанням пристрою з двома опорами і оправкою (триточкова схема)

Випробо́вування на згина́ння (англ. bend test) — механічне випробування, яке полягає в тому, що зразок круглого, квадратного, прямокутного або многокутного поперечного перерізу піддається пластичній деформації згинанням без зміни напряму прикладення зусилля до досягнення заданого кута згину.
Осі обох кінців зразка залишаються в площині, перпендикулярній до осі згину. У разі згинання на кут 180° обидві бокові поверхні можуть залежно від вимог стандарту на матеріал, прилягати одна до одної або розташовуватись паралельно на заданій відстані. Для контролю цієї відстані застосовують відповідну вставку.

## Види випробувань
Випробування на згинання проводять на випробувальних машинах або пресах, обладнаних спеціальними пристроями, до яких належать:
- пристрій для згинання з двома опорами і оправкою (триточкова схема);
- пристрій для згинання з V-подібною опорою і оправкою;
- пристрій для згинання з лещатами.

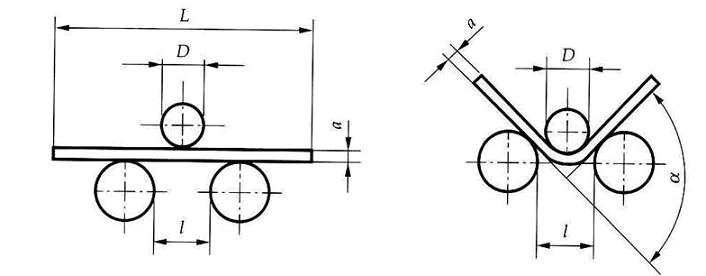
Триточкова схема випробування на згинання
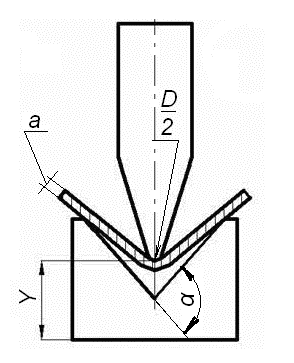
Схема згинання з V-подібною опорою і оправкою
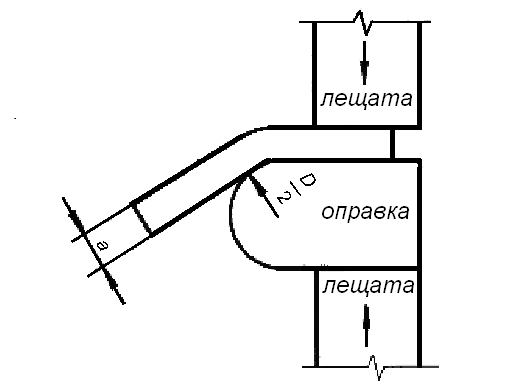
Пристрій для згинання з лещатами

### Пристрій для згинання з опорами і оправкою
Довжина опор і ширина оправки повинні перевищувати ширину або діаметр зразка. Діаметр оправки визначається стандартом на матеріал. У разі відсутності таких визначень діаметр заокруглення (товщину) оправки приймають рівною товщині (діаметру) зразка, а радіус заокруглення опор не меншими за товщину (діаметр) зразка. Якщо інше не вимагається, відстань між опорами l повинна бути рівною:
l = (D + 3a) ± a/2,
де а — товщина або діаметр зразка (або діаметр вписаного кола для зразків многокутного поперечного перерізу);
D — діаметр оправки.

### Пристрій для згинання з V-подібною опорою
Скошені поверхні V-подібної опори повинні утворювати кут величиною (180° — α). Цей кут вказується у відповідному стандарті. Крайки V-подібної опори повинні мати радіус від 1 до 10 товщин зразка і мати достатню твердість.

### Пристрій для згинання з лещатами
Цей пристрій складається з лещат і оправки, що мають достатню твердість. Пристрій може бути забезпечений важелем для прикладання зусилля до зразка.

## Випробний зразок
Під час випробування можуть застосовуватись зразки круглого, квадратного, прямокутного або многокутного поперечного перерізу. Ділянки матеріалу, пошкодженого при різанні слюсарними ножицями, газополуменевим різанням або іншими операціями під час відбирання зразка, повинні бути видалені.
Крайки прямокутного зразка повинні бути заокруглені до радіуса, що не перевищує 1/10 від товщини зразка.
Ширина зразка повинна бути:
а) така ж, як і ширина виробу, якщо остання рівна або менша ніж 20 мм;
б) якщо ширина виробу більша ніж 20 мм, то ширина зразка повинна бути рівною:
- 20±5 мм для виробів товщиною меншою за 3 мм;
- від 20 мм до 50 мм для виробів, товщина яких рівна або більша за 3 мм.

Товщина зразків з листа, смуги і профілю повинна бути рівною товщині виробу, що підлягає випробуванню. Якщо товщина виробу більша ніж 25 мм, її необхідно зменшити способом механічного обробляння однієї з поверхонь до отримання товщини 25 мм. Під час згинання необроблена поверхня зразка повинна перебувати в зоні деформації розтягування.
Металопродукцію круглого або многокутного перерізу треба випробувати на згинання у вигляді готового виробу (поперечний переріз зразка дорівнює поперечному перерізу виробу), якщо діаметр (для круглого поперечного перерізу), або діаметр вписаного кола (для багатокутного поперечного перерізу) не перевищує 50 мм. Якщо діаметр перетину виробу чи діаметр вписаного у нього кола перевищує 30 мм і до 50 мм включно, допускається проводити випробування на циліндричних зразках діаметром 25 мм. Для більших розмірів виробу випробування слід проводити на циліндричних зразках діаметром 25 мм.

## Проведення випробування
У цілому випробування слід проводити за температури від 10°C до 35°C. Випробування за контрольованих умов треба проводити в умовах температури 23±5 °C.
Випробування на згинання слід проводити із застосуванням одного з таких методів вказаних у відповідному стандарті:
- до досягнення заданого кута згинання під навантаженням і за даних умов;
- до стану, коли плечі зразка під навантаженням стають паралельними одне одному;
- до стану, коли плечі зразка під навантаженням будуть безпосередньо контактувати одне з одним.

Під час випробування на згинання до заданого кута згинання, зразок повинен встановлюватись на циліндричні опори або на V-подібну опору і згинатись прикладанням посередині між опорами зусилля, що безперервно зростає (під час випробувань швидкість переміщення оправки або опор не повинна перевищувати 15 мм/хв).

## Оцінювання результатів випробування
Оцінювання результатів випробування на згинання проводиться відповідно вимог стандартів на продукцію. В інших випадках, відсутність тріщин, видимих неозброєним оком, вважається свідченням того, що зразок успішно пройшов випробування на згинання. Кут згинання, вказаний у стандартах на продукцію, завжди вважається мінімальним. Якщо задано внутрішній радіус згинання, він вважається максимальним.